# Base (arithmétique)
Pour les articles homonymes, voir base.
En arithmétique, une base est un nombre {\displaystyle b} non nul dont les puissances successives interviennent dans l'écriture de nombres dans la numération positionnelle utilisant ces puissances. Ce système de numération est alors désigné comme « de base {\displaystyle b} », les puissances de {\displaystyle b} définissant l'ordre de grandeur, aussi appelé le « poids », de chacune des positions occupées par les chiffres composant le nombre représenté. Les bases les plus utilisées sont celles où {\displaystyle b} est un entier naturel. Il existe également des systèmes utilisant des bases non entières.
On utilise généralement, pour les bases entières à partir de deux, un nombre de chiffres égal à la base.
En base {\displaystyle b}, un nombre {\displaystyle n} s'écrit usuellement {\displaystyle {n_{b}}}, l'indice étant facultatif pour la base dix.

## Bases entières en numération naturelle

### Définition mathématique
Pour tout entier naturel  {\displaystyle b} non nul appelé base, tout nombre entier naturel {\displaystyle n} peut se décomposer sous la forme
{\displaystyle n=\sum _{k=0}^{N}a_{k}b^{k}=a_{0}+a_{1}b+\cdots +a_{N}b^{N}},
où {\displaystyle N} est un entier naturel, {\displaystyle (a_{0},\dots ,a_{N})} une suite finie d'entiers naturels. Pour définir la numération naturelle de base {\displaystyle b\geqslant 2}, on impose aux coefficients {\displaystyle a_{k}} et à leur utilisation les conditions suivantes qui permettent  d'assurer  que cette décomposition est unique,:
{\displaystyle 0\leqslant a_{k}\leqslant b-1} et {\displaystyle a_{N}\not =0}.
Les coefficients {\displaystyle a_{k}} sont alors appelés des chiffres.

### Notations usuelles
La représentation du nombre {\displaystyle n} dans une base {\displaystyle b} est la suite de chiffres {\displaystyle a_{N}...a_{1}a_{0}}. Il est indispensable de préciser la façon d'écrire cette représentation pour éviter toute confusion.
La convention usuelle de notation mathématique est d'ordonner cette suite par poids, ou puissance de {\displaystyle n}, croissant de droite à gauche. Cette notation est dite positionnelle : les chiffres indiquent une valeur dépendant de leur position. Ainsi :  {\displaystyle a_{0}b^{0}} pour {\displaystyle a_{0}}, {\displaystyle a_{1}b^{1}} pour {\displaystyle a_{1}}, {\displaystyle a_{2}b^{2}} pour {\displaystyle a_{2}}, et ainsi de suite jusqu'à  {\displaystyle a_{N}b^{N}} pour {\displaystyle a_{N}}.
Le nombre {\displaystyle n} est alors représenté par la suite ordonnée ({\displaystyle a_{N}...a_{1}a_{0}}), et pas par  ({\displaystyle a_{0}a_{1}...a_{N}}), ni par aucune autre permutation de cette suite.
Pour bien indiquer dans quelle base cette représentation est exprimée, on la note {\displaystyle (a_{N}...a_{1}a_{0})_{b}}, {\displaystyle (a_{N};...a_{1};a_{0})_{b}}, ou {\displaystyle {\overline {a_{N}...a_{1}a_{0}}}_{b}}. Les parenthèses, les points-virgules et le surlignage peuvent être omis s'il n'y a aucun risque de confusion. En base dix, la plus utilisée, il est admis de noter simplement cette représentation : {\displaystyle a_{N}...a_{1}a_{0}}.

### Chiffres utilisés dans une base
Pour pouvoir représenter de façon unique tous les entiers naturels, un système en base b utilise b chiffres.
Pour les bases usuelles jusqu'à dix inclus, on utilise généralement les chiffres 0, 1, 2, 3, 4, 5, 6, 7, 8 et 9.
Pour les bases b avec {\displaystyle 11\leqslant b\leqslant 36}, on utilise ces mêmes 10 chiffres et les chiffres suivants sont les lettres de l'alphabet en capitales dans l'ordre de A à Z.
Par exemple, pour la base 16, les chiffres utilisés sont : 0, 1, 2, 3... 8, 9, A, B, C, D, E, F. Pour la base 36, on utilise les chiffres : 0,1, 2, 3...8, 9, A, B, C...X,Y, Z.
Pour les bases b avec {\displaystyle 37\leqslant b\leqslant 62}, on peut utiliser les 10 chiffres de 0 à 9, les lettres capitales, puis les lettres minuscules. Par exemple, pour la base 62, on peut utiliser les chiffres : 0,1, 2, 3...8, 9, A, B, C...X,Y, Z, a, b, c,...x, y, z.
Pour n'importe quelle base, on peut utiliser une notation sans lettres. Par exemple, en base soixante, on peut utiliser les chiffres : 0, 1, 2, 3, 4, 5, 6, 7, 8, 9, 10, 11, 12, 13,..., 59. Dans ce cas on écrira par exemple : {\displaystyle 5112=5112_{10}=(1;25;12)_{60}=1\times 60^{2}+25\times 60^{1}+12}.
L'usage du zéro positionnel est une convention pratique et élégante, mais non nécessaire pour représenter les entiers naturels, comme l'illustre le système décimal sans zéro. Il est, par contre, indispensable pour généraliser l'écriture positionnelle aux nombres fractionnaires.

### Autres notations
La notation mathématique est {\displaystyle k_{b}}, où k désigne un réel quelconque et b en indice est la valeur de la base. Par exemple 1001112 pour le nombre dont le développement en base 2 est 100111, ou encore 1728 pour le nombre dont le développement en base 8 est 172.
Il existe d'autres notations, notamment employées en informatique :
- Base 8 : on peut indiquer le nombre avec un zéro au début. Par exemple 0157 pour 1578.
- Base 16 : on peut indiquer de diverses manières qu'un nombre est en hexadécimal (voir tableau ci-dessous). Une autre écriture courante est l'ajout du suffixe « h » à la fin du nombre, ce qui avec notre exemple donne AE4Fh.

| Préfixe | Exemple | Langages     |
| ------- | ------- | ------------ |
| 0x      | 0xAE4F  | C, C++, Java |
| $       | $AE4F   | Pascal       |
| &h      | &hAE4F  | Basic        |
| #       | #AE4F   | HTML         |

### Bases entières d'usage courant
De nombreux systèmes de numération à bases entières  ont été utilisés par différents peuples et à différentes époques.
Certaines bases sont encore couramment employées de nos jours :
- la base deux (système binaire), en électronique numérique et informatique ;
- la base huit (système octal), en informatique ;
- la base dix (système décimal), la plus commune, aujourd'hui la référence dans le domaine des sciences et enseignée dès les premières années d'école[8] ;
- la base douze (système duodécimal) pour le compte en heures et mois ;
- la base seize (système hexadécimal), en informatique ;
- la base soixante (système sexagésimal), dans la mesure du temps [9]et des angles ;
- la base soixante-quatre, utilisée en informatique par l'encodage Base64.

Pour des applications spécifiques, les scientifiques, mathématiciens ou informaticiens peuvent décider d'utiliser des bases ad hoc : par exemple, en informatique, pour un entier représenté par une chaîne d'octets, on peut considérer un octet comme un chiffre en base 256  et on peut également voir un identificateur comme un nombre en base 40.

### Conversion d'une base à une autre
Un nombre {\displaystyle n} s'écrit, dans une base donnée {\displaystyle b}, comme une suite de chiffres telle que la suite {\displaystyle a_{N}...a_{2}a_{1}a_{0}} vérifie l'égalité mathématique: {\displaystyle a_{N}b^{N}+...+a_{2}b^{2}+a_{1}b^{1}+a_{0}b^{0}=n}.
Ainsi, un nombre exprimé en base b par les quatre chiffres 1101 vaut : 
{\displaystyle 1\times b^{3}+1\times b^{2}+0\times b^{1}+1\times b^{0}}, qui donne, selon la base :
| Valeur de b | Expression en base b                     | Forme développée                                                            | Expression en base dix |
| ----------- | ---------------------------------------- | --------------------------------------------------------------------------- | ---------------------- |
| b = 10      | {\displaystyle 1101}                     | {\displaystyle 1\times 10^{3}+1\times 10^{2}+0\times 10^{1}+1\times 10^{0}} | {\displaystyle =1101}  |
| b = 8       | {\displaystyle {\overline {1101}}{}_{8}} | {\displaystyle 1\times 8^{3}+1\times 8^{2}+0\times 8^{1}+1\times 8^{0}}     | {\displaystyle =577}   |
| b = 2       | {\displaystyle {\overline {1101}}{}_{2}} | {\displaystyle 1\times 2^{3}+1\times 2^{2}+0\times 2^{1}+1\times 2^{0}}     | {\displaystyle =13}    |

La signification d'une même représentation, comme 10, 100 ou 1000, dépend complètement de la base utilisée : par exemple, l'écriture « 10 » est égale à dix en base dix, mais à deux en base deux ou à trois en base trois.
Lorsqu'on veut passer d'une base à une autre, on peut utiliser deux méthodes (algorithmes), suivant que l'on sait calculer dans la base de départ ou dans la base d'arrivée.

#### Méthode des divisions successives par la base
Si l'on sait calculer dans la base de départ, des divisions euclidiennes successives par la base donnent en restes les chiffres du résultat, en commençant par les unités. Plus précisément :
{\displaystyle q_{0}:=n} (le nombre à convertir) ; {\displaystyle i:=0}
tant que {\displaystyle q_{i}>0} faire {\displaystyle (r_{i+1}:={\text{reste}}(q_{i},b);\ q_{i+1}:={\text{quotient}}(q_{i},b);\ i:=i+1)}
les {\displaystyle r_{i}} sont les chiffres du nombre converti, en partant des unités.
Exemple : {\displaystyle 128_{10}} en base 7
On effectue une suite de divisions euclidiennes par 7 jusqu'à ce que le quotient soit égal à 0 :
{\displaystyle 128=18\times 7+2}
{\displaystyle 18=2\times 7+4}
{\displaystyle 2=0\times 7+2}.
Chaque reste est un chiffre donc {\displaystyle 128_{10}}= {\displaystyle {242_{7}}}. On a {\displaystyle {242_{7}}} = {\displaystyle 2\times 7^{2}+4\times 7^{1}+2\times 7^{0}}= {\displaystyle 2\times 49+4\times 7+2\times 1=128}, on retombe bien sur le même nombre en base dix.

Algorithme en JavaScript :
```
function
 
convert
 
(
n
,
 
b_d
,
 
b_a
)
 
{
	
// La fonction prend en argument le nombre n à convertir, b_d la base de ce nombre, et b_a la base dans laquelle on veut le convertir

	
var
 
symbol
 
=
 
[
'0'
,
 
'1'
,
 
'2'
,
 
'3'
,
 
'4'
,
 
'5'
,
 
'6'
,
 
'7'
,
 
'8'
,
 
'9'
,
 
'A'
,
 
'B'
,
 
'C'
,
 
'D'
,
 
'E'
,
 
'F'
,
 
'G'
,
 
'H'
,
 
'I'
,
 
'J'
,
 
'K'
,
 
'L'
,
 
'M'
,
 
'N'
,
 
'O'
,
 
'P'
,
 
'Q'
,
 
'R'
,
 
'S'
,
 
'T'
,
 
'U'
,
 
'V'
,
 
'W'
,
 
'X'
,
 
'Y'
,
 
'Z'
],

	
// Cette liste a pour rôle de stocker les chiffres des bases par ordre croissant.

		
res
 
=
 
''
;
		
// Le nombre à renvoyer, sous forme de chaîne de caractère

	
n
 
=
 
parseInt
(
String
(
n
),
 
b_d
);
 	
// On convertit le nombre en base décimale. Au-delà il ne pourrait être divisé.

	
while
 
(
n
)
 
{
			
// Tant qu'il y a un reste non nul

		
res
 
=
 
symbol
[
n
 
%
 
b_a
]
 
+
 
res
;
		
// On incrémente le nombre à renvoyer, par le reste du nombre et de la base

		
n
 
=
 
Math
.
floor
(
n
 
/
 
b_a
);
		
// Le nombre est arrondi

	
}

	
return
 
res
;
			
// Le résultat est renvoyé

}

```

Remarque : ce programme peut fonctionner jusqu'à la base 36, au-delà, la fonction parseInt ne fonctionne plus.

#### Méthode des divisions successives par les puissances de la base (algorithme glouton)
Si l'on sait calculer dans la base de départ, des divisions euclidiennes successives par la plus grande puissance de la base possible donnent en quotients cette fois les chiffres du résultat, en commençant par celui de gauche. Plus précisément :
{\displaystyle i:=\lfloor \log _{b}(n)\rfloor }; {\displaystyle r_{i}:=n} (le nombre à convertir) ;
tant que {\displaystyle i\geqslant 0} faire {\displaystyle (q_{i}:={\text{quotient}}(r_{i},b^{i});\ r_{i-1}:={\text{reste}}(r_{i},b^{i});\ i:=i-1)}
les {\displaystyle q_{i}} sont les chiffres du nombre converti.
Exemple : {\displaystyle 128_{10}} en base 7
{\displaystyle i:=\lfloor \log _{b}(128)\rfloor =2} ({\displaystyle 7^{2}} est la plus grande puissance de 7 inférieure ou égale à 128). On effectue les divisions euclidiennes par les puissances de 7 :
{\displaystyle 128=2\times 7^{2}+30}
{\displaystyle 30=4\times 7+2}
{\displaystyle 2=2\times 1+0}.
Chaque quotient est un chiffre donc {\displaystyle 128_{10}}= {\displaystyle {242_{7}}}.

#### Méthode de Horner
Si l'on sait calculer dans la base d'arrivée, on évalue le polynôme (en représentant les coefficients et la base de départ dans la base d'arrivée). La méthode de Horner est généralement utilisée :
{\displaystyle v:=c_{n}} ; {\displaystyle i:=n} ;
pour {\displaystyle i:=n-1} à {\displaystyle 0} faire {\displaystyle v:=v*b+c_{i}} ;
{\displaystyle v} est le nombre dans la base d'arrivée.
Exemple d'algorithme en Python :
```
def
 
convert_horner
(
num
,
 
base
=
16
):

    
sym
 
=
 
[
'0'
,
 
'1'
,
 
'2'
,
 
'3'
,
 
'4'
,
 
'5'
,
 
'6'
,
 
'7'
,

           
'8'
,
 
'9'
,
 
'A'
,
 
'B'
,
 
'C'
,
 
'D'
,
 
'E'
,
 
'F'
]

    
r
 
=
 
0

    
for
 
n
 
in
 
num
:

        
r
 
=
 
r
 
*
 
base
 
+
 
sym
.
index
(
n
)

    
return
 
r

```

Si on ne sait calculer ni dans la base de départ ni dans celle d'arrivée, on passe par une base intermédiaire où l'on sait calculer.
Si la base d'arrivée est une puissance r-ième de la base de départ (exemple : de la base deux à la base seize), on peut convertir chaque groupe de r chiffres en un chiffre, localement et directement.

## Bases entières dans d'autres numérations
L'utilisation de bases entières en numération peut être étendue à partir de la numération naturelle en modifiant les hypothèses relatives aux chiffres, aux puissances de la base, au signe de la base, ou même au nombre de bases entières utilisées.

### Systèmes sans zéro oub-adiques
Il est possible de définir un système de numération de base {\displaystyle b} entière non nulle en interdisant l'utilisation du chiffre valant zéro. On peut  démontrer que tout nombre entier naturel {\displaystyle n} non nul peut être décomposé de façon unique sous la forme :
{\displaystyle n=\sum _{k=0}^{N}c_{k}b^{k}=c_{0}+c_{1}b+\cdots c_{N}b^{N}}, où les {\displaystyle c_{k}} sont des entiers naturels tels que : 
{\displaystyle 0<c_{k}\leqslant b}.
Les symboles représentant les valeurs que peuvent prendre les {\displaystyle c_{k}} sont appelés des chiffres, et le système de numération de base b ainsi défini est appelé b-adique, ou bijectif de base b ou encore de base b sans zéro.
Le nombre {\displaystyle n} est représenté, dans ce système, par la suite ordonnée de chiffres {\displaystyle (c_{N}...c_{2}c_{1}c_{0})}. Et le nombre zéro est, par convention, représenté par {} ou par un symbole très différent de ceux utilisés pour les chiffres.
Les chiffres utilisés en b-adique sont usuellement les mêmes que ceux du système naturel de base b, avec deux différences : le chiffre représentant le nombre zéro n'est pas utilisé, et un chiffre supplémentaire est utilisé pour représenter le nombre b. Ainsi, en base 10-adique, on utilise les chiffres (1, 2, 3, 4, 5, 6, 7, 8, 9, A), la lettre A étant le chiffre représentant le nombre dix.
La principale différence entre la numération de base b naturelle et la numération b-adique est l'absence de zéro dans cette dernière. Ceci a des conséquences sur la représentation des nombres dans ces deux systèmes, comme illustré dans le tableau ci-dessous pour le système de base dix naturel et le système 10-adique.
| Base            | Dix |   |   |   |    |    |    |    |    |    |     |     |     |     |     |      |
| --------------- | --- | - | - | - | -- | -- | -- | -- | -- | -- | --- | --- | --- | --- | --- | ---- |
| Décimal naturel | 0   | 1 | 2 | 9 | 10 | 11 | 20 | 21 | 30 | 99 | 100 | 101 | 110 | 111 | 200 | 1000 |
| 10-adique       | {}  | 1 | 2 | 9 | A  | 11 | 1A | 21 | 2A | 99 | 9A  | A1  | AA  | 111 | 19A | 99A  |

Les nombres dont l'écriture en base b naturelle ne comporte pas de chiffre 0 s'écrivent de façon identique en base b-adique, mais, dans les autres cas, l'écriture de ces nombres est différente entre les deux systèmes.
Comme pour les écritures en bases naturelles, l'écriture d'un nombre en base b-adique se fait en indiquant précisément dans quelle base ce nombre est écrit sous l'une des formes suivantes :  {\displaystyle (c_{N}...c_{1}c_{0})_{''b''-adique}}, {\displaystyle (c_{N};...c_{1};c_{0})_{''b''-adique}}, ou {\displaystyle {\overline {c_{N}...c_{1}c_{0}}}_{''b''-adique}}. Les parenthèses, les points virgules et le surlignage peuvent être omis s'il n'y a aucun risque de confusion.
Exemple d'utilisation : {\displaystyle 101=101_{10}=A1_{10-adique}}.

### Systèmes équilibrés ou symétriques
Ces systèmes utilisent un entier strictement positif comme base, mais des chiffres affectés de signes positifs ou négatifs : en base {\displaystyle 2d} ou {\displaystyle 2d+1} un tel système est  doté des chiffres "signés" {\displaystyle {\bar {d}},\dots ,{\bar {2}},{\bar {1}},0,1,2,\dots ,d} (le signe moins est représenté par une barre supérieure). On parle alors de système équilibré ou symétrique. Ces systèmes permettent  de représenter tout entier relatif sous forme d'une suite non précédée d'un signe de chiffres affectés d'un signe.
Le tableau ci-dessous donne quelques exemples d'utilisation de tels systèmes.
| Base                |     |     |    |   |   |   |    |    |    |    |     |     |     |      |
| ------------------- | --- | --- | -- | - | - | - | -- | -- | -- | -- | --- | --- | --- | ---- |
| Décimal avec signe  | -6  | -3  | -1 | 0 | 1 | 2 | 3  | 4  | 5  | 6  | 9   | 10  | 23  | 24   |
| Ternaire avec signe | -20 | -10 | -1 | 0 | 1 | 2 | 10 | 11 | 12 | 20 | 100 | 101 | 212 | 220  |
| Ternaire symétrique | 110 | 10  | 1  | 0 | 1 | 1 | 10 | 11 | 1  | 10 | 100 | 101 | 101 | 1010 |
| Base 5 avec signe   | -11 | -3  | -1 | 0 | 1 | 2 | 3  | 4  | 10 | 11 | 14  | 20  | 43  | 44   |
| Base 5 symétrique   | 1   | 12  | 1  | 0 | 1 | 2 | 12 | 1  | 10 | 11 | 21  | 20  | 102 | 101  |

Avantages d'un système équilibré:
- les nombres négatifs ont une représentation, sans introduction de symbole supplémentaire
- pour changer le signe d'un nombre il suffit de changer les signes de chaque chiffre
- le signe d'un  nombre est celui de son premier chiffre
- la comparaison de deux nombres s'opère comme en base {\displaystyle b}, en comparant de gauche à droite les chiffres des représentations
- l'addition et la multiplication s'opèrent comme en base {\displaystyle b}
- la soustraction se ramène à l'addition en changeant les signes de chaque chiffre

### Systèmes à base entière négative
Ces systèmes utilisent un entier relatif négatif –b comme base, et les chiffres sont les entiers naturels 0, 1,..., (b – 1). L'avantage de ces systèmes est que tout nombre entier relatif, donc signé, est représenté par une suite non signée d'entiers naturels. Parmi les systèmes de ce type, on trouve notamment :
- le négabinaire, de base –2 avec comme chiffres 0 et 1
- le négaternaire, de base –3 avec comme chiffres 0, 1, et 2

Le tableau ci-dessous donne quelques exemples de notation dans ces systèmes.
| Base           |      |      |      |      |      |     |    |   |   |     |     |     |     |       |       |
| -------------- | ---- | ---- | ---- | ---- | ---- | --- | -- | - | - | --- | --- | --- | --- | ----- | ----- |
| Décimal signé  | –7   | –6   | –5   | –4   | –3   | –2  | –1 | 0 | 1 | 2   | 3   | 4   | 5   | 6     | 7     |
| Binaire signé  | –111 | –110 | –101 | –100 | –11  | –10 | –1 | 0 | 1 | 10  | 11  | 100 | 101 | 110   | 111   |
| Négabinaire    | 1001 | 1110 | 1111 | 1100 | 1101 | 10  | 11 | 0 | 1 | 110 | 111 | 100 | 101 | 11010 | 11011 |
| Ternaire signé | –21  | –20  | –12  | –11  | –10  | –2  | –1 | 0 | 1 | 2   | 10  | 11  | 12  | 20    | 21    |
| Négaternaire   | 1202 | 20   | 21   | 22   | 10   | 11  | 12 | 0 | 1 | 2   | 120 | 121 | 122 | 110   | 111   |

Dans un système à base entière négative, tout entier positif ou nul est représenté par une suite constituée d'un nombre impair de chiffres, et tout entier relatif  strictement négatif par une suite constituée d'un nombre pair de chiffres.

### Bases mixtes ou systèmes de Cantor
Dans un système à bases mixtes, il y a plusieurs bases entières qui peuvent être différentes selon la position du chiffre dans la représentation d'un nombre. Ces bases ont été formalisées et étudiées par le mathématicien Georg Cantor, notamment pour définir les conditions nécessaires pour qu'un tel système puisse représenter tous les entiers, et de façon unique. Les systèmes usuels à base entière sont, dans cette approche, des cas particuliers de systèmes de Cantor dans lesquels la base ne varie pas selon la position du chiffre.
Un exemple courant d'utilisation d'un tel système est le décompte usuel du temps dans lequel on utilise quatre bases différentes : le jour (j), l'heure (h), la minute (min), et la seconde (s), dans une relation définie par 1j=24h, 1h=60min et 1min=60s. Les chiffres autorisés  sont : pour les secondes  0, 1, 2..., 59 ; les chiffres autorisés en min sont les mêmes ; les chiffres autorisés en heures sont 0, 1,.., 23 ; pour les jours, tout entier naturel est un chiffre utilisable.
On peut donc écrire sans ambigüité, par exemple, que le record du monde du marathon est de 2h 1min 9s, et que celui du tour du monde à la voile en équipage est de 40j  23h  30min 30s.

### Bases doubles
Un système à base double utilise deux bases entières naturelles premières entre elles, p et q. Tout nombre entier naturel peut être décomposé sous la forme :

{\displaystyle n=\sum _{i,j}d_{i,j}p^{i}q^{j}}     avec {\displaystyle d_{i,j}} = 0 ou 1, et {\displaystyle i,j} entiers positifs.
Si les chiffres  {\displaystyle d_{i,j}} peuvent aussi  prendre la valeur -1, alors tout entier relatif peut être ainsi décomposé.
Contrairement à la décomposition en base unique entière, cette décomposition en base double n'est pas unique. Ainsi, dans la base (2, 3), souvent étudiée, on peut démontrer que le nombre dix a 5 décompositions différentes, ou encore que le nombre cent en a 402.

### Développement décimal
Le système de représentation par développement décimal est dérivé du système décimal naturel, en modifiant deux paramètres : 
- les puissances de la base peuvent être négatives, ce qui permet de représenter tous les nombres décimaux ;
- la représentation d'un nombre peut avoir une infinité de chiffres, ce qui permet, avec la convention précédente relative aux puissances, de représenter tous les nombres réels positifs ou nuls[2].

Le développement décimal est le système de numération le plus utilisé, notamment en sciences, dès qu'il faut représenter des nombres réels quelconques.
Un nombre positif {\displaystyle x} est décomposé, dans ce système, comme suit :  {\displaystyle x=\sum _{k=0}^{N}a_{k}10^{k}+\sum _{k=1}^{+\infty }d_{k}10^{-k}}, où les {\displaystyle a_{k}} et {\displaystyle d_{k}} sont des entiers naturels pouvant prendre, comme dans la numération décimale naturelle, les valeurs 0, 1, 2, 3, 4, 5, 6, 7, 8 ou 9.
Dans ce système, le  nombre {\displaystyle x} est représenté par la suite ordonnée, ponctuée d'une virgule, suivante : {\displaystyle a_{N}...a_{2}a_{1}a_{0},d_{1}d_{2}d_{3}....}.

#### Parties entière et fractionnaire d'un nombre
Le nombre {\displaystyle \sum _{k=0}^{N}a_{k}10^{k}} et sa représentation {\displaystyle a_{N}...a_{2}a_{1}a_{0}} sont appelés partie entière de {\displaystyle x} et notés {\displaystyle \lfloor x\rfloor } ou {\displaystyle \mathrm {E} (x)}.
Le nombre {\displaystyle \sum _{k=1}^{+\infty }d_{k}10^{-k}} et sa représentation {\displaystyle 0,d_{1}d_{2}d_{3}....} sont appelés partie fractionnaire (ou décimale) de {\displaystyle x} et notés {\displaystyle \{x\}}.

#### Notation d'un nombre décimal
Le développement décimal d'un nombre décimal est constitué, à partir d'un certain rang derrière la virgule, d'une suite infinie de 0. Par convention, pour alléger l'écriture de tels nombres, il est admis de n'écrire que les chiffres derrière la virgule précédant cette suite infinie. Ainsi, le nombre 25/100 sera noté « 0,25 » et non pas « 0,25000... » : cette notation est donc constituée d'un nombre fini de chiffres non nuls.

#### Non unicité de représentation de certains nombres
Le système de développement décimal ne permet pas de représenter de façon unique les nombres entiers ni les nombres décimaux. Cette particularité et les éventuelles difficultés de compréhension qu'elle provoque sont expliquées dans l'article développement décimal de l'unité. Ainsi, le nombre 1 peut être représenté de deux façons différentes : « 1,00000... »  et « 0,999999... », ce qui conduit à l'égalité : 1=0,99999...... Et d'une façon générale, tout nombre entier ou décimal a deux représentations : {\displaystyle a_{N}...a_{2}a_{1}a_{0},d_{1}d_{2}d_{3}..d_{n-1}d_{n}0000...} et {\displaystyle a_{N}...a_{2}a_{1}a_{0},d_{1}d_{2}d_{3}..d_{n-1}(d_{n}-1)9999...}.
On admet usuellement qu'une seule de ces deux représentations est utilisée : celle  se terminant  par une suite infinie de 0 , qu'on note {\displaystyle a_{N}...a_{2}a_{1}a_{0},d_{1}d_{2}d_{3}..d_{n-1}d_{n}}.

### Développement en base entière
Le développement en base décimale est un cas particulier de système de numération par développement en base entière b.
Le système par développement  en base b est une extension du système naturel de base b dans laquelle les chiffres sont 0, 1, 2..., (b – 1) mais où les puissances de b peuvent être négatives et où la représentation d'un nombre a une longueur infinie. Pour toute base b > 1, un tel système permet de représenter tout nombre réel positif.
Les propriétés de ces systèmes de numération sont similaires à celles du développement décimal, en remplaçant « 9 » par « b – 1 ».
Ainsi, le nombre 1/5 en développement de base cinq est représenté par  « 0,10000.... », et peut être écrit de façon condensée « 0,1 », tandis que le nombre 1/3 s'écrit « 0,1313... ». Le nombre un, toujours en développement de base cinq, a deux représentations : « 1,0000... » et « 0,4444444... ».

## Autres bases
On peut définir des systèmes de numération à base réelle non entière, ou même à base complexe. Quelques exemples de ces bases sont indiqués ci-dessous, avec certaines de leurs caractéristiques, qui, comme dans les systèmes de bases entières, dépendent de la base choisie, mais aussi des choix faits quant aux chiffres, puissances et longueur de représentation (finie ou infinie) autorisés.

### Base réelle non entière
Lorsque la base b est un réel non entier, on parle alors de bêta-numération.

#### Base d'or
La base d'or ou base φ est le système de numération utilisant le nombre d'or {\displaystyle \varphi ={\frac {1+{\sqrt {5}}}{2}}} comme base avec les chiffres 0 et 1. Tout nombre réel positif peut être représenté dans ce système de numération. On peut aussi démontrer que tout réel positif peut être représenté en interdisant que la suite « 11 » soit utilisée dans la représentation : une représentation respectant cette règle est dite standard. Cette dernière règle est liée au fait que {\displaystyle \varphi ^{2}=\varphi +1} : si elle n'est pas stipulée, le nombre {\displaystyle \varphi ^{2}}, par exemple, peut être représenté par « 11 » et par « 100 ». Certains nombres ont plusieurs représentations standards.

#### Base√2
La base {\displaystyle {\sqrt {2}}} permet d'écrire tout entier en utilisant les chiffres 0 et 1.
Une méthode facile pour le démontrer est de constater qu'on peut convertir un nombre écrit en binaire en base {\displaystyle {\sqrt {2}}} en insérant un chiffre nul entre deux chiffres binaires ; par exemple 
191110 = 111011101112 = 101010001010100010101{\displaystyle {\sqrt {2}}}
et
511810 = 10011111111102 = 1000001010101010101010100{\displaystyle {\sqrt {2}}}.
Ceci implique que tout entier peut être écrit en base {\displaystyle {\sqrt {2}}}.
Cette base permet de décrire facilement certaines caractéristiques de polygones réguliers en fonction de la longueur des arêtes de ces polygones.
Exemple : un carré de côté 210 = 100{\displaystyle {\sqrt {2}}}  a une diagonale de longueur 2{\displaystyle {\sqrt {2}}} = 1000{\displaystyle {\sqrt {2}}}  et une surface  de 410 = 10000{\displaystyle {\sqrt {2}}}.

#### Base e
La base e permet notamment de noter simplement, avec les chiffres 0 et 1, les puissances de e (e = 10e, e² = 100e, etc.) qui sont aussi les nombres dont le logarithme naturel est entier : ln(1e) = 0, ln(10e) = 1, ln(100e) = 2 et ln(1000e) = 3.

### Base complexe
La base b est, dans un tel système, un nombre imaginaire ou complexe. Par exemple, le système quater-imaginaire, qui  utilise la base imaginaire {\displaystyle 2i} avec ses puissances positives et négatives, permet de représenter tout nombre complexe en n'utilisant que les quatre chiffres 0, 1, 2 et 3.

## Quelques propriétés
- Zéro s'écrit 0 dans toutes les bases admettant un chiffre représentant le nombre zéro[22].
- Le nombre un s'écrit 1 dans toutes les bases, puisque, quelle que soit la base b, {\displaystyle b^{0}=1}.
- Toute base b s'écrit 10b, qui représente le nombre {\displaystyle 1\times b^{1}+0\times b^{0}=b}. Exemples : 102 = 2, 1016 = 16, 1060 = 60.
- L'égalité « {\displaystyle 121=11^{2}} » est vraie dans toutes les bases entières strictement supérieures à 2[23].

- En base paire, un nombre est pair si et seulement s'il se termine par un chiffre pair. Exemples : en base dix un nombre est pair si et seulement s'il se termine par 0, 2, 4, 6 ou 8 ; en base deux par 0 ; en base six par 0, 2 ou 4 ; en base seize par 0, 2, 4, 6, 8, A, C ou D.
- Un nombre qui, en base seize, est représenté par une suite de chiffres 5 ou une suite de chiffres A a une représentation en base deux constituée d'une suite alternée de 1 et de 0.

Exemples : 55516 = 101010101012 et AAA16 = 1010101010102.
- Pour plusieurs nombres s'écrivant de la même façon dans des bases naturelles différentes, le plus grand est celui dans la plus grande base, à condition que cette écriture ait plusieurs chiffres.

Exemples : 5716 (=8710) > 5710 > 578 (=4710) mais 716 = 710 = 78.
- De même, il faut au moins autant de chiffres pour écrire tout nombre supérieur à b dans toute base inférieure à b que dans la base b.

Exemple : F424016 (5 chiffres) s'écrit aussi 1 000 00010 (7 chiffres), ou encore 1111 0100 0010 0100 00002 (20 chiffres). En revnache, 810 (1 chiffre)=89 (1 chiffre).
- En base b, un nombre est divisible par b – 1 (resp. par un diviseur d de b – 1) si et seulement si la somme de ses chiffres est divisible par b – 1 (resp. par d).

Exemple : un nombre écrit en base décimale est divisible par 9 (resp. 3) si la somme de ses chiffres est divisible par 9 (resp. 3).

## Culture
- Boby Lapointe a imaginé un usage comique du système hexadécimal, qu'il a baptisé Système Bibi-binaire. Ce système présente l'avantage de rendre les nombres binaires faciles à prononcer et à mémoriser.
- La RFC 1924[24] propose la base 85 pour la notation des adresses IPv6, mais ce n'est qu'un poisson d'avril.
- Dans le jeu vidéo Portal, lors du combat final, GLaDOS annonce que 2 + 2 font 10, avant de se rattraper en complétant par « ... en base 4 ! tout va bien. »
- Les Shadoks comptent en quaternaire.